# Balchão
El balchão es un platillo de pescado o carne picante de la gastronomía de Goa. Ha sido descripto como un «platillo especialidad de Goa (en la costa occidental de India) que se asemeja mucho al pickle».

## Ingredientes
El balchão es un método de preparación, que se utiliza tanto con pescado (de peixe), langostinos (de camarão), o cerdo (de porco), utilizando una salsa picante y ácida de tomate y chile. Tiene un cierto grado de similitud con preparaciones de pickles y se puede preparar con anticipación de varios días sin necesidad de recalentarla.
En Goa a veces se preparan camarones balchao con salsa de tamarindo.
En la preparación del balchão tradicional se utiliza una pasta de camarones secos denominada galmbo en Konkani.
Los ingredientes incluyen camarones, aceite, cebollas picadas finas, tomates, pasta de ajo, pasta de jengibre, pimientos rojos secos, semilla de comino, semillas de mostaza, canela, clavo de olor, azúcar, vinagre y sal.

## Preparación
Para prepararlo se limpian y desvenan los camarones, se los espolvorea con sal en un bol grande. Los chiles rojos, las semillas de comino, las semillas de mostaza, el clavo y la canela se tuestan en una sartén seca hasta que se sienta el aroma. Esto se enfría. El jengibre, el ajo y las especias tostadas se muelen en una pasta con el vinagre. Se calienta el aceite, se añaden los camarones y se sofríen hasta que estén opacos. A continuación, la sartén se usa para freír cebollas. Una vez que las cebollas estén doradas, se agregan los tomates y se fríen hasta que estén suaves. Se agrega pasta de vinagre de especias, con azúcar y sal. Esto se fríe hasta que el aceite comienza a separarse del masala, se agregan los camarones y se cuece la mezcla durante 2-3 minutos.
Por lo general el balchão se sirve caliente, acompañado con arroz hervido. También se lo puede enfriar en el refrigerador, y se lo puede conservar durante bastante tiempo en el refrigerador.

## Historia
Balchão fue introducido en la India por los portugueses durante la colonización, muy probablemente desde Malacca (actualmente Melaka).

## Preparación

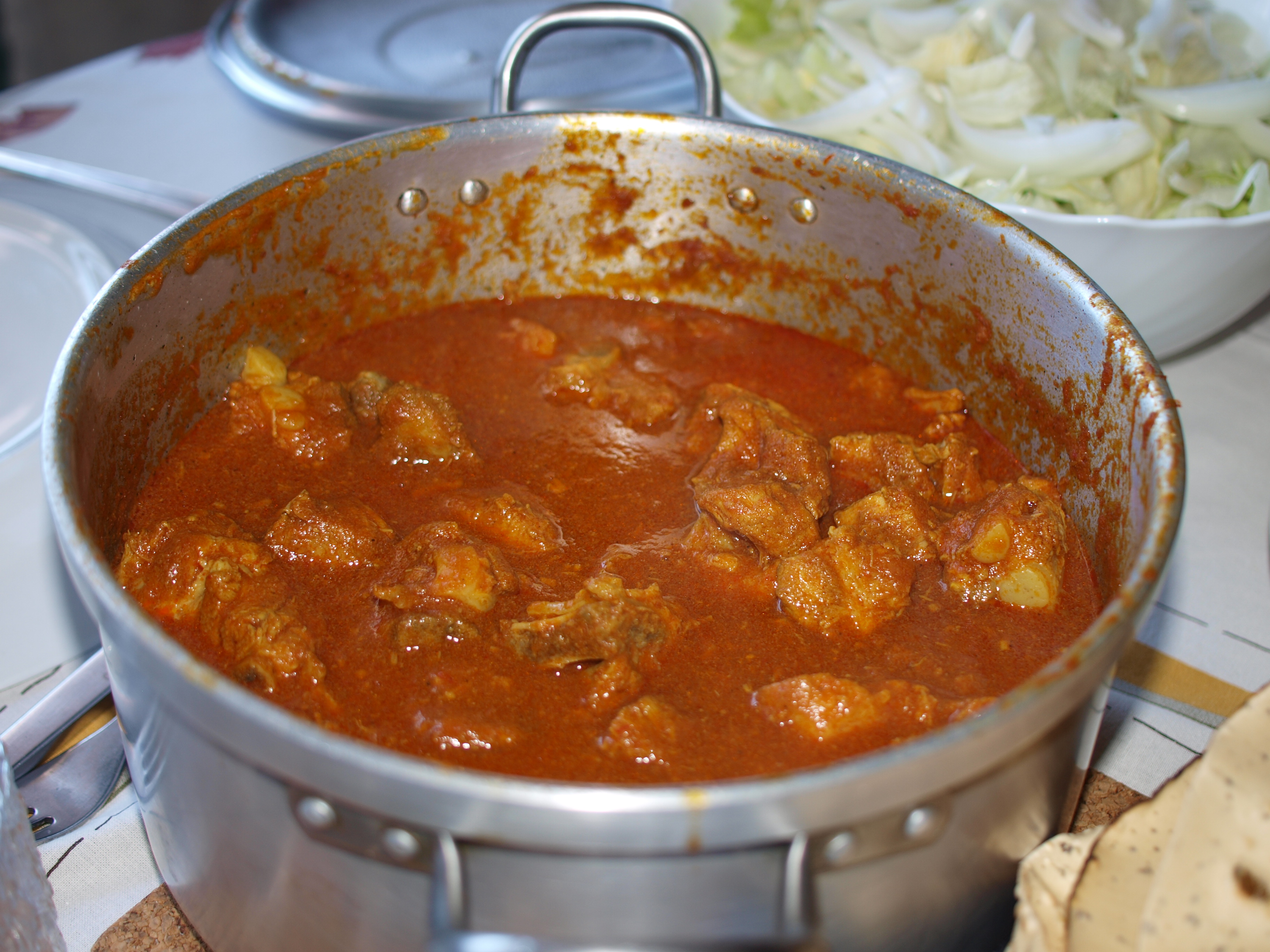
Balchão de cerdo

En los hogares católicos se suele usar vinagre de coco por su fuerte acidez, mientras que las familias hindúes suelen usar vinagre de caña que es un poco más suave. Se les denomina vinagre blanco o vinagre de malta.